# Devecser
Devecser (phát âm tiếng Hungary: [ˈdɛvɛtʃɛɾ]) là một thị trấn ở hạt Veszprém ở Hungary.
Trong thời Trung cổ có năm làng ở khu vực ngày nay là Devecser: Devecser, Kisdevecser, Szék, Meggyes và Patony. Năm làng này đã mở rộng vào thế kỷ 12 và 13. Có lâu đài Esterházy tọa lạc ở thị trấn. Tháng 10 năm 2010, khu vực này đã chịu ảnh hưởng của sự cố nhà máy alumin Ajka khi đập hồ chứa bùn đỏ bị vỡ làm tràn bùn đỏ ra khiến 4 người thiệt mạng và làm 120 bị thương.